# Гросзайфен
Гросзайфен (нім. Großseifen) — громада в Німеччині, розташована в землі Рейнланд-Пфальц. Входить до складу району Вестервальд. Складова частина об'єднання громад Бад-Марінберг (Вестервальд).
Площа — 1,52 км2. Населення становить 633 ос. (станом на 31 грудня 2020).